# دانيال ماكينا
دانيال ماكينا (بالإنجليزية: Daniel McKenna)‏ مواليد 3 أبريل 1987، هو سائق راليات أيرلندي. بدأ مسيرته في سنة 2013. كان أول رالي له هو رالي ويلز 2013. شارك في بطولة العالم للراليات.

## روابط خارجية
- دانيال ماكينا على موقع eWRC-results.com (الإنجليزية)